# Barleriinae
- Commons
- Wikispecies

Barleriinae é uma subtribo da família Acanthaceae, subfamília Acanthoideae, tribo Ruellieae.
Apresenta os seguintes gêneros:

## Gêneros
- Barleria
- Lepidagathis